# Pialí Bajá
Pialí Bajá (alrededor de 1515- 21 de enero de 1578, también conocido como Piyale Pasha, Piale Pasha en Occidente; en turco: Piyale Paşa) fue un almirante (Kapudan Bajá, el equivalente a comandante de la flota) otomano entre 1553 y 1567 y un visir otomano tras 1568.

## Biografía

### Juventud
Pialí Bajá recibió su educación en el Enderun (la Academia Imperial) en la actual Estambul (hoy Turquía). Se graduó con el título de Kapıcıbaşı y fue designado Sanjak Bey (gobernador provincial) de Galípoli.

### Almirante de la flota otomana
Fue promovido a Bahriye Beylerbeyi y llegó a ser Almirante en Jefe de la flota otomana en 1553 a la edad de 39 años.
En 1554 tomó las islas de Elba y Córcega con una gran flota que incluía famosos almirantes otomanos como Turgut Reis y Salih Reis. Al año siguiente el sultán Solimán el Magnífico le asignó la tarea de ayudar a Francia contra los españoles tras la petición realizada por la madre del rey Francisco II, y Pialí Bajá zarpó el 26 de junio de 1555. La flota turca se reunió con la francesa en Piombino y repelieron con éxito un ataque español sobre Francia al mismo tiempo que conquistaban varias fortalezas españolas en el Mediterráneo.

### Batalla de Djerba
En junio de 1558, junto con Turgut Reis, Pialí Bajá zarpó en dirección al Estrecho de Mesina y los dos almirantes conquistaron Regio de Calabria. Desde allí, se dirigieron a las islas Eolias y ocuparon varias de ellas, antes de desembarcar en Amalfi, en el golfo de Salerno, y capturar Massa Lubrense, Cantone y Sorrento. Posteriormente desembarcaron en Torre del Greco, en las costas de Toscana, y en Piombino. A finales de junio de 1558 atacaron la isla de Menorca arrasando Ciudadela, saqueada el 9 de julio. 
Esto causó temor a lo largo de las costas mediterráneas españolas, y el rey Felipe II apeló al papa Pablo IV y sus aliados europeos para poner fin a la amenaza turca. En 1560 Felipe II consiguió organizar una Santa Liga entre España, la República de Venecia, la República de Génova, los Estados Pontificios, el Ducado de Saboya y los Caballeros de Malta. La flota conjunta se reunió en Mesina y consistía de 54 galeras y otros 66 buques de distintos modelos bajo el mando de Juan Andrea Doria, sobrino del famoso almirante genovés Andrea Doria.
El 12 de marzo de 1560, la Santa Liga tomó la isla de Djerba, que era una posición estratégica para poder controlar las rutas marítimas entre Argelia y Trípoli. Como respuesta, Solimán el Magnífico envió una flota otomana de 86 galeras y galeotes bajo el mando de Pialí Bajá, que alcanzó Djerba el 11 de mayo de 1560 y destruyó la flota cristiana en cuestión de horas en la batalla de Djerba. Juan Andrea Doria logró escapar en un pequeño buque, pero los supervivientes cristianos, ahora bajo el mando de Don Álvaro de Sande, se refugiaron en el fuerte de la isla de Djerba que habían levantado en el transcurso de la expedición. Pialí Bajá y Turgut Reis consiguieron, tras un tiempo, la rendición de la guarnición y Pialí Bajá llevó 5000 prisioneros, incluyendo a Sande, hacia Estambul, donde tuvo un recibimiento multitudinario. Se casó con Sultana Gevher Han, hija del futuro Selim II.
En 1563 Pialí Bajá se adueñó de Nápoles y las fortalezas circundantes en apoyo de Francia, pero tras la partida de las fuerzas otomanas, los franceses no pudieron mantenerse y los españoles recuperaron finalmente la ciudad.

### Sitio de Malta
En 1565 Solimán encomendó a Pialí Bajá, junto con el general Lala Mustafa Pasha y Turgut Reis, que conquistaran Malta, pero sus esfuerzos fracasaron frente a la enconada resistencia de los Caballeros Hospitalarios, y le costó a la flota otomana no sólo un gran número de bajas, sino también la muerte de Turgut Reis.
En 1566 Pialí ocupó la isla de Quíos y puso fin a la presencia genovesa en el mar Egeo. Posteriormente desembarcó en Apulia, Italia, y tomó varias fortalezas estratégicas.
En 1568 fue ascendido a Visir, siendo el primer almirante de la historia otomana en alcanzar ese rango.

### Conquista de Chipre
En 1570 zarpó hacia Chipre, por aquel entonces una posesión veneciana, con una gran fuerza de invasión a bordo de sus naves. Dejó Estambul el 15 de mayo y llegó a Chipre el 1 de julio. El 22 de julio los turcos, al mando de Lala Mustafa (el Quinto Visir, quien cinco años antes había fracasado en la toma de Malta), comenzaron el asedio de Nicosia, capturándola el 9 de septiembre. Tras adueñarse de Pafos, Limassol y Lárnaca en un breve lapso de tiempo, las tropas cercaron Magosa (Famagusta), el último baluarte veneciano en la isla, el 18 de septiembre y lo tomaron finalmente el 1 de agosto de 1571, completando la conquista de Chipre.

### Destinos finales
Tras la derrota de la flota turca mandada por Alí Bajá en la batalla de Lepanto en 1571, Pialí Bajá fue reclamado para tomar de nuevo el mando de la flota. Los otomanos lograron reconstruir una flota tan grande como la de Lepanto en menos de un año, y Uluç Ali Reis reconquistó Túnez a los españoles y sus vasallos Hafsíes en 1574.
En 1573 Pialí Bajá desembarcó una vez más en Apulia, Italia. Esta fue su última expedición naval.

### Muerte
Pialí Bajá murió el 21 de enero de 1578 y está enterrado en la Mezquita Pialí Bajá en Estambul, que había mandado edificar en sus últimos años.

## Legado
Varios buques de guerra de la armada turca han llevado su nombre.